# The Delta
Pour plus de détails, voir Fiche technique et Distribution.
The Delta est un film américain d'Ira Sachs sorti en 1996.

## Synopsis
Issu d'un milieu aisé, Lincoln est un adolescent qui partage sa vie entre sa petite amie et les hommes qu'il accoste sur l'autoroute. Durant ses errances nocturnes en quête de son identité sexuelle, il se fait draguer devant un cinéma pornographique par John, jeune homme séduisant issu d'un milieu ouvrier et né d'une mère vietnamienne et d'un père militaire afro-américain.

## Fiche technique
- Titre : The Delta
- Réalisation : Ira Sachs
- Scénario : Ira Sachs
- Musique : Michael Rohatyn
- Photographie : Benjamin P. Speth
- Montage : Affonso Gonçalves
- Production : Margot Bridger
- Société de production : Charlie Guidance Productions
- Pays :  États-Unis
- Genre : Drame
- Durée : 85 minutes
- Dates de sortie : 
  -  Canada : 9 septembre 1996 (festival international du film de Toronto)
  -  États-Unis : 15 août 1997

## Distribution
- Shane Gray : Lincoln
- Thang Chan : John
- Rachel Zan Huss : Monica Rachel
- Colonious David : Ricky Little
- Charles J. Ingram : David Bloom
- Gene Crain : Sam Bloom
- J. R. Crumpton : Joe

## Récompenses
Présenté dans de nombreux festivals cinématographiques internationaux, il est récompensé en 1997 par le prix spécial du talent émergeant au Los Angeles Outfest.